# Der Mann, der seinen Mörder sucht
Der Mann, der seinen Mörder sucht is een Duitse filmkomedie uit 1931 onder regie van Robert Siodmak. Billy Wilder schreef mee aan het draaiboek. De film is slechts gedeeltelijk bewaard gebleven; van de negen akten (98 minuten) zijn er vijf (50 minuten) over. Destijds werd de film in Nederland uitgebracht onder de titel De man die zijn moordenaar zoekt. Alternatieve Duitse titels waren Der Himmelskandidat en Jim, der Mann mit der Narbe. Voor Heinz Rühmann was het zijn eerste hoofdrol. Het was de veertiende film (en vijfde geluidsfilm) voor de Nederlandse actrice Lien Deyers. Verder was er een kleine rol voor de Nederlander Roland Varno. De opnamen vonden plaats van oktober tot december 1930 in Berlijn en de Ufa-studio in Neubabelsberg bij Potsdam. De première was op 5 februari 1931 in het Gloria-Palast in Berlijn. In Nederland verscheen de film in april 1931. De nazi's verboden de film in 1937. Een liedje uit de soundtrack, Wenn ich mir was wünschen dürfte..., geschreven door Friedrich Holländer, werd in 1930/31 een hit voor Marlene Dietrich. Het werd later vertolkt door onder meer Udo Lindenberg en Herman van Veen.

## Verhaal
Hans Herfort wil zelfmoord plegen. Daarom betaalt hij een inbreker om hem om het leven te brengen. Als hij echter de mooie Kitty leert kennen, wil hij plots niet meer sterven. Hij gaat wanhopig op zoek naar de inbreker, maar die heeft het klusje op zijn beurt uitbesteed aan een echte huurmoordenaar.

## Rolverdeling
| Acteur               | Personage     |
| -------------------- | ------------- |
| Heinz Rühmann        | Hans Herfort  |
| Lien Deyers          | Kitty         |
| Raimund Janitschek   | Otto Kuttlapp |
| Hans Leibelt         | Adamowski     |
| Hermann Speelmans    | Jim           |
| Friedrich Hollaender | Voorzitter    |
| Gerhard Bienert      | Politieagent  |